# Hydrodamalis cuestae
Hydrodamalis cuestae je druh vyhynulého mořského savce z řádu sirén a rodu koroun (Hydrodamalis), přímý předek dnes vybitého korouna bezzubého (Hydrodamalis gigas) z Komandorských ostrovů. Koroun Hydrodamalis cuestae dosahoval délky až 9 metrů, což z něj dělalo jednu z největších sirén, jaké kdy žily. Tento druh poprvé popsal paleontolog Daryl Domning roku 1978 na základě fosilií objevených v Kalifornii.

## Systém
Fosilie korouna Hydrodamalis cuestae byly poprvé objeveny ve svrchně pliocenních sedimentech na pláži Pismo Beach v Kalifornii roku 1978. V následujících letech byly v Kalifornii objeveny i další kosterní pozůstatky. Z roku 1988 pochází z japonského ostrova Hokkaidó nález fosilií korounů, které byly původně klasifikovány jako nový druh Hydrodamalis spissa, avšak někdy je toto pojmenování považováno za synonymní pro H. cuestae. Není jisté, zda H. spissa nepředstavoval pouze lokální populaci H. cuestae (nebo zcela samostatnou linii).
Přímým potomkem korouna Hydrodamalis cuestae je koroun bezzubý (Hydrodamalis gigas), který žil na Komandorských ostrovech, kde byl vybit teprve v 18. století.
Koroun Hydrodamalis cuestae vyhynul před asi 2,5 miliony lety. Vyhynutí pravděpodobně souviselo s nástupem kvartérního zalednění.

## Biologie
Podobně jako koroun bezzubý, i tento vyhynulý druh byl pravděpodobně společenský a žil v malých rodinných skupinách. Kosti byly osteosklerotické, což zřejmě sloužilo jako druh zátěže zabraňující samovolnému vynořování, pravděpodobně proto, aby se koroun mohl živit rostlinami na mořském dně, které představovaly hlavní zdroj potravy. S největší pravděpodobností se po mělkém mořském dně pohyboval pomocí svých předních končetin a k pohonu využíval svou ocasní ploutev. Patřil k největším sirénám, jaké kdy žily, dosahoval délky až 9 metrů a možné hmotnosti 10 tun. Tělo bylo fusiformní, zúžené u hlavy i u ocasu.